# 貝雷帽蟲屬
貝雷帽蟲屬（學名：Beretella）是一屬已滅絕的基幹蛻皮動物，也是繼皺囊蟲屬後第二種被描述的皺囊動物，生存於5.29億年前的早寒武紀。本屬的模式種及唯一一個物種為棘飾貝雷帽蟲（Beretella spinosa）。

## 發現與命名
貝雷帽蟲的化石出土於中國湖北省宜昌市附近的岩家河組第五段。
貝雷帽蟲的屬名Beretella來自法文“ béret ”，指該物種整體類似貝雷帽的體形，而種小名spinosa（拉丁文）意指其體表飾有多根棘刺。